# ハーゲン中央駅
ハーゲン中央駅 (ハーゲンちゅうおうえき、ドイツ語: Hagen Hauptbahnhof) はドイツ・ハーゲンにあるターミナル駅である。ルール地方南西部の拠点駅として、長距離列車やローカル列車の乗り継ぎ駅となっている。駅の開業は1848年で、ルール渓谷の数少ない駅の1つであった。駅のホールは1910年までさかのぼる。近年では、駅舎の改修工事が行われている。

## 列車
長距離列車の拠点駅としてケルン・ベルリン方面のICEやインターシティ、ユーロシティが発着する。ライン＝ルール運輸連合のエリア内に含まれており、ライン＝ルールSバーンの路線網にも含まれている。